# Ебергард Гоффманн (1912)
Не плутати з іншим німецьким підводником!
Ебергард Гоффманн (нім. Eberhard Hoffmann; 24 жовтня 1912, Клецко — 21 грудня 1941, Атлантичний океан) — німецький офіцер-підводник, корветтен-капітан крігсмаріне.

## Біографія
1 квітня 1933 року вступив на флот. З листопада 1939 по квітень 1940 року пройшов курс підводника, після чого був направлений в командування випробування торпед. З червня 1940 року — вахтовий офіцер на підводному човні U-51. В липні-серпні пройшов курс командира човна, після чого був направлений в 7-му флотилію. З 30 жовтня 1940 по 6 квітня 1941 року — командир U-146, з 3 травня 1941 року — U-451, на якому здійснив 4 походи (разом 64 дні в морі). 10 жовтня потопив радянський корвет «Жемчуг» водотоннажністю 550 тонн; всі 61 члени екіпажу загинули. 21 грудня U-451 був потоплений в Північній Атлантиці північно-західніше Танжера (35°55′ пн. ш. 06°08′ зх. д.) глибинними бомбами британського бомбардувальника «Свордфіш». 1 член екіпажу був врятований, 44 (включаючи Гоффманна) загинули.

## Звання
- Кандидат в офіцери (1 квітня 1933)
- Морський кадет (23 вересня 1933)
- Фенріх-цур-зее (1 липня 1934)
- Оберфенріх-цур-зее (1 квітня 1936)
- Лейтенант-цур-зее (1 жовтня 1936)
- Оберлейтенант-цур-зее (1 червня 1938)
- Капітан-лейтенант (1 лютого 1941)
- Корветтен-капітан (1 грудня 1941)

## Нагороди
- Медаль «За вислугу років у Вермахті» 4-го класу (4 роки)